# Parafia św. Jana Chrzciciela i św. Doroty w Dobrej
Parafia św. Jana Chrzciciela i św. Doroty w Dobrej – parafia rzymskokatolicka z siedzibą w Dobrej, znajdująca się w archidiecezji łódzkiej, w dekanacie strykowskim.
Według stanu na miesiąc luty 2017 liczba wiernych w parafii wynosiła 1860 osób.